# ヴァリオストラーダ
ヴァリオストラーダとは2009年より神戸市から岡山県にかけて行われる旧車のイベントである。
1998年から2008年まではポンテペルレとして開催されていたが、2009年から新たにヴァリオストラーダ（イタリア語で「様々な道」の意）として開催されることになった。2009年は、神戸のメリケンパークを起点として岡山各地を周回し、また起点に戻るコースだった。
参加者は関西、中国地方はもとより全国各地から集まった。関西地区においては、規模の大きい旧車のイベントである。沿線の自治体も協賛している。